# Praslin, Saint Lucia
Praslin är en ort och tidigare kvartershuvudort i  Praslin i Saint Lucia. Den ligger i kvarteret Micoud, i den centrala delen av landet. Praslin ligger 15 meter över havet och antalet invånare är 1 906. Den ligger på ön Saint Lucia.
Terrängen runt Praslin är kuperad åt nordväst, men åt sydost är den platt. Havet är nära Praslin österut.